# Три добрых дела
«Три до́брых де́ла» — короткометражный фильм Марты Котовой 2022 года. Снят по сценарию её ученицы, 12-летней Миланы Лебедевой, на студии «Кинодеревня» в Переславль-Залесском на собственные средства. Фильм создавался как учебная работа с участием начинающих актёров, но к нему проявили интерес российские сети кинотеатров, развивающие параллельный кинопрокат. Он демонстрировался в рамках двойных сеансов с голливудскими блокбастерами «Аватар: Путь воды», «Барби» и «Оппенгеймер», что позволило ему формально войти в число лидеров российского кинопроката и стать самой кассовой в мире короткометражкой.

## Сюжет
Школьница Вика (Наталья Савчук) не слишком любит учиться и помогать старшим. Однажды она решает прогулять контрольную работу и вместо школы идёт в парк, по дороге грубо отказав в помощи старушке. Тогда волшебница велит ей сделать три добрых дела за три часа, угрожая в противном случае навести неудачи. Чтобы снять заклятие, Вика ищет возможности кому-то помочь.

## В ролях
- Наталья Савчук
- Татьяна Жижина
- Анастасия Солдатенко
- Никита Зотов
- Дмитрий Силаев
- Марина Калиновская
- Мария Третьякова

## Прокат
В 2022 году на фоне антироссийских санкций многие зарубежные киностудии покинули российский рынок и прекратили лицензирование своих фильмов российским кинопрокатным компаниям. Получение прокатных удостоверений и легальный прокат таких фильмов стали невозможны. Для сокращения убытков и в связи с сохранением зрительского интереса к голливудским блокбастерам прокатчики разработали схему параллельного проката (по аналогии с параллельным импортом), легализованную правительство РФ 1 марта 2022: кинотеатр продаёт билеты на фильм в официальном прокате, а непосредственно перед ним организует бесплатное «предсеансовое обслуживание» — показ фильма, не имеющего прокатного удостоверения. Его фильмокопия с русским дубляжом приобретается по неофициальным схемам у казахских и киргизских компаний — в этих странах русский язык является государственным и на нём осуществляется показ иностранного кино; также возможно неофициальное озвучивание российскими студиями. Статус параллельного проката в российским праве неоднозначно оценивается юристами. При этом в качестве основного фильма, на который и продаются билеты, может выступать как полноценная кинокартина (что нежелательно, поскольку повышает цену билета), так и фильм, не вызывающий зрительского интереса, например, малоизвестная короткометражка. Перерыв между фильмами составляет несколько минут, многие зрители покидают кинозал сразу по завершении «предсеансового обслуживания» и не смотрят «основной» фильм.
Прокатчики обратили внимание на «Три добрых дела», поскольку этот фильм имеет возрастной рейтинг 0+, длится всего 6 минут и повествует о доброте. По словам режиссёра, за права на показ короткометражки были выплачены «небольшие суммы, можно сказать, символические». Фильм демонстрировался в российских кинотеатрах с 5 октября 2022 года и оставался в прокате рекордно долго — больше года. Его показ предварялся голливудскими фильмами, в том числе такими блокбастерами как «Аватар: Путь воды» (с декабря 2022), «Барби» и «Оппенгеймер» (с сентября 2023), при этом в официальные отчёты о кинопоказах и сборах вносились данные на «Три добрых дела». Благодаря этому лента заняла третье место по сборам в России за 2023 год, стала самым кассовым короткометражным фильмом в мировой истории и одним из наиболее долгих кинопрокатов в России и мире. Де-факто большинство зрителей покидало кинотеатр после «предсеансового обслуживания» и не смотрело короткометражку.
Издание «Бюллетень кинопрокатчика» заявило, что будет засчитывать сборы российских короткометражек, показанных в двойных сеансах, как сборы находящегося в параллельном прокате фильма. Показатели фильма «Три добрых дела» зачтены только за тот период, в который не удалось получить точных данных о том, что было показано перед ним.
15 февраля 2023 фильм «Три добрых дела», как и другие короткометражки из двойных сеансов, вышел в онлайн-прокат на сайте Start. По замыслу прокатчиков, это должно исправить несправедливость, связанную с тем, что самые кассовые короткометражные фильмы по факту остались незамеченными для большинства зрителей. Впоследствии он появился и в других онлайн-кинотеатрах.

## Критика
Зрители и кинокритики обратили внимание на невысокое качество съёмки, характерное для студенческой работы. Режиссёр Марта Котова, впрочем, говорит, что ей не обидно — напротив, приятно, что её фильм начали показывать в кино и что он может побудить молодёжь к съёмкам короткометражек. Корреспондент газеты «Метро» отмечает: «Ну а кто бы расстроился? Её фильм предваряют голливудские мэтры, да ещё и за бесплатно. Это то же самое, если бы на разогреве у сельской группы выступила бы Metallica».
Редактор издания SRSLY заметила, что фильм, повествующий о чуде, сам стал чудом в кинопрокате.
«Независимая газета» охарактеризовала его как «фильм, за который платят, но не смотрят», и обратила внимание на то, что он показал сохранение интереса росграждан к Голливуду. Западные киностудии вводят санкции, а российские чиновники заявляют о несоответствии американского кино российским традиционным ценностям, поскольку оно описывает свободный образ жизни, социальное равенство и гуманизм — но, несмотря на технические и правовые сложности, кинотеатры готовы показывать, а зрители готовы смотреть эти фильмы. Как ни борись с Голливудом, а он продолжает собирать кассу и в виде параллельного проката даже радует чиновников, предоставляя им рекордные успехи русского кинематографа. «И овцы сыты, и волки целы», делает вывод редакция издания. Корреспондент газеты «Казанские ведомости», проанализировав совместный прокат «Трёх добрых дел» и второй части «Аватара», выражает схожее мнение: «Все понимают, что это юридическая тонкость, но при таком формате российское кино получает сборы за этот фильм, и отчётность идет в систему ЕАИСТ».